# 巴特乌拉赫
巴特乌拉赫（德語：Bad Urach，發音：[baːt ˈuːʁax] ⓘ）是德国巴登-符腾堡州蒂宾根行政区罗伊特林根县的城市，面积55.42平方千米，2023年12月31日人口为12,755人。